# تشارلز برادلي (طبيب نفسي)
تشارلز برادلي (بالإنجليزية: Charles Bradley)‏ هو طبيب نفسي أمريكي، ولد في 1 ديسمبر 1902 في بيتسبرغ في الولايات المتحدة، وتوفي في 1 مايو 1979.